# Giuse Phạm Văn Thiên
Giuse Phạm Văn Thiên (1907–1997) là một giám mục của Giáo hội Công giáo người Việt Nam. Ông là Giám mục tiên khởi của Giáo phận Phú Cường, đồng thời giữ chức vụ này từ năm 1965 tới năm 1993. Trong Hội đồng Giám mục Việt Nam, ông từng đảm nhận chức vụ Chủ tịch Uỷ ban Phụng vụ và Thánh Nhạc (1968–1971), Uỷ ban Phụng vụ và Thông tin (1971–1974) và Uỷ ban Phụng vụ (1974–1977). Khẩu hiệu giám mục của ông là "Ơn Chúa ở cùng tôi".
Thuở thiếu thời, cậu Phạm Văn Thiên đi theo con đường tu trì bằng việc theo học và tốt nghiệp Tiểu chủng viện và Đại chủng viện Thánh Giuse Sài Gòn. Thời kỳ là linh mục, ông được bổ nhiệm quản lý và hỗ trợ quản lý nhiều họ đạo thuộc Địa phận Sài Gòn rộng lớn lúc bấy giờ, ví dụ như họ đạo Bà Rịa, họ đạo Chí Hoa, họ đạo Vũng Tàu. Ông cũng từng giữ chức Giám đốc Nhà hưu dưỡng linh mục Địa phận Sài Gòn, linh mục Tổng Đại diện Địa phận và chính xứ Nhà thờ Sài Gòn (sau là Nhà thờ Đức Bà Sài Gòn). Ông cũng là Giám đốc người Việt Nam đầu tiên của Đại chủng viện Thánh Giuse Sài Gòn.
Với việc thành lập tân giáo phận Phú Cường, thánh Giáo tông Paulus VI chọn linh mục Phạm Văn Thiên giữ chức Giám mục chính toà giáo phận này vào giữa tháng 10 năm 1965. Ông được tấn phong chức giám mục vào đầu năm 1966, và bắt tay vào việc xây dựng các cơ sở vật chất đầu tiên của giáo phận Phú Cường. Thời kỳ trước năm 1975, giáo phận gặp nhiều khó khăn vì nằm trong vùng chiến sự ác liệt. Với tư cách Chủ tịch Uỷ ban Phụng vụ Hội đồng Giám mục Việt Nam, Giám mục Thiên đã cho biên dịch nhiều đầu sách phụng tự Công giáo, phát hành từ năm 1969. Giám mục Thiên hồi hưu năm 1993 và từ trần vào tháng 2 năm 1997.

## Thân thế và thời kỳ linh mục
Giuse Phạm Văn Thiên sinh ngày 2 tháng 5 năm 1907, tại Thanh Mỹ, theo nguồn tin từ trang tin Truyền giáo Việt Nam tại Á Châu và sách Hội đồng Giám mục Việt Nam 1980 – 2000. Nguồn tin từ sách Thoáng Nhìn Giáo hội Công giáo Việt Nam của Trần Anh Dũng, Giám mục Thiên sinh tại vùng Đất Đỏ, trước thuộc tỉnh Phước Tuy, nay thuộc về tỉnh Bà Rịa – Vũng Tàu. Năm sinh của ông cũng không đồng nhất qua các nguồn, vì theo thông tin từ Giáo phận Phú Cường và sách Niên Giám Công giáo Việt Nam 2016, ông sinh vào năm 1906. Năm 1918, ông vào Tiểu chủng viện Sài Gòn và nhập đại chủng viện năm 1927.
Chủng sinh Thiên theo học Triết học và Thần học tại Đại chủng viện Thánh Giuse Sài Gòn. Ngày 17 tháng 3 năm 1934, chủng sinh Thiên được thụ phong linh mục. Sách Niên Giám Công Giáo Việt Nam 2016 cho rằng ông thụ phong linh mục ngày 21 tháng 3 năm 1934. Sau khi được thụ phong chức linh mục, tân linh mục Thiên được bổ nhiệm làm linh mục phó các giáo họ Cái Mơn, Giồng Giá, An Hóa Tây, Bảo Thuận và Bảo Thạnh.
Ngày 17 tháng 7 năm 1935, linh mục Thiên được bổ nhiệm giữ vai trò Giáo sư Tiểu chủng viện Thánh Giuse Sài Gòn. Năm 1947, ông được chọn làm linh mục chính sở họ đạo Bà Rịa và chỉ sau một năm được chọn làm linh mục chính sở nhà thờ Chí Hòa kiêm chức Giám đốc Nhà hưu dưỡng linh mục Chí Hòa. Với tư cách linh mục Chí Hòa, linh mục Thiên đã thiết lập giáo họ Hòa Hưng và năm 1949, đã cho xây cất nhà thờ giáo họ này bằng vật liệu nhẹ. Năm 1952, giáo họ này được nâng cấp thành giáo xứ. Năm 1956, linh mục Phạm Văn Thiên được bổ nhiệm giữ chức linh mục chính sở Vũng Tàu. Ngày 31 tháng 8 năm 1956, linh mục Thiên được đề cử làm Cha Bề Trên (nay gọi là Tổng Đại diện) cho Địa phận Sài Gòn. Từ năm 1957 đến năm 1960, ông làm Chánh xứ Nhà thờ chính tòa Sài Gòn.
Với tư cách chính xứ Nhà thờ, linh mục Thiên đã đặt một bức tượng miêu tả hình ảnh "Đức Mẹ Hòa Bình" với chất liệu đá cẩm thạch trắng Carrara, trong hoàn cảnh đi dự Đại hội Thánh Mẫu tại Vatican. Với việc có tượng Đức Bà Hòa Bình, Nhà thờ Sài Gòn, hay còn gọi là nhà thờ Nhà nước có tên gọi là Nhà thờ Đức Bà, và quảng trường nơi đặt bức tượng được gọi là quảng trường Đức Bà Hòa Bình. Danh sách những người hỗ trợ cho dự án xây dựng và vận chuyển bức tượng được chép vào một tờ giấy đặt vào ống chai, và linh mục Thiên đã chôn ống chai này dưới chân tượng. Linh mục Thiên đã cho dựng tượng vào ngày 16 tháng 2 năm 1959, và một ngày sau, Hồng y Krikor Bedros XV Aghagianian, nhân dịp tham dự Đại hội Thánh Mẫu, đã chủ sự nghi lễ thánh hiến bức tượng này. Giám mục Giuse Trương Cao Đại và linh mục Phạm Văn Thiên là hai trong số bốn phó chủ tịch Đại hội Thánh Mẫu toàn quốc diễn ra vào năm 1959.
Giữa tháng 6 năm 1960, Giám mục Nguyễn Văn Bình và Tađêô Lê Hữu Từ đã trao quyền Giám đốc Đại chủng viện Miền Sài Gòn (Đại chủng viện Lê Bảo Tịnh) cho linh mục Giuse Phạm Văn Thiên. Ngày 24 tháng 11 năm 1960, Tòa Thánh thiết lập Hàng Giáo phẩm Việt Nam. Vào tháng 7 năm 1961, Tổng Giám mục Sài Gòn Phaolô Nguyễn Văn Bình đã bổ nhiệm ông làm Giám đốc Đại chủng viện Thánh Giuse Sài Gòn, và ông trở thành Giám đốc người Việt Nam đầu tiên của Đại chủng viện. Theo một nguồn tin khác, Tổng giám mục Bình đã đề nghị chức Giám đốc Đại chủng viện cho linh mục Thiên vào năm 1960, và ngoài chức vụ này, linh mục Thiên còn kiêm chức Linh giám Senatus Sài Gòn và Linh giám Đạo binh Đức Mẹ cấp quốc gia.

## Giám mục

### Bổ nhiệm và tấn phong
Với tình hình Tổng giáo phận Sài Gòn phát triển mạnh, Giáo phận Phú Cường được Giáo tông Paulus VI cho thành lập, qua tông sắc In animo nostro (Trong Lòng Ta) vào ngày 14 tháng 10 năm 1965. Tân giáo phận có lãnh thổ gồm 5 tỉnh phía bắc Đô thành Sài Gòn, gồm Tây Ninh, Phước Thành, Bình Long, Bình Dương, Hậu Nghĩa. Sau khi vấn ý Thánh bộ Truyền giáo và Tổng giám mục Khâm sứ Tòa Thánh Angelo Palmas, Giáo tông Paulus VI chọn linh mục Phạm Văn Thiên giữ chức Giám mục chính tòa tân giáo phận Phú Cường. Số liệu được thu thập sau ngày thành lập một năm cho kết quả Giáo phận tân lập Phú Cường có trên 51.000 giáo dân, chiếm 7,2% cư dân trên địa bàn, với 6 giáo hạt, 106 nhà thờ, 36 họ đạo có linh mục và tổng số 43 linh mục. Cùng bổ nhiệm trong ngày, Giáo hội Công giáo tại Việt Nam còn có hai tân giám mục khác: Giuse Lê Văn Ấn, giám mục Giáo phận Xuân Lộc và Phanxicô Xaviê Trần Thanh Khâm, giám mục phụ tá Tổng giáo phận Sài Gòn. Giám mục Thiên chọn cho mình khẩu hiệu: Ơn Chúa ở cùng tôi.
Lễ tấn phong Giám mục cho Giám mục Tân cử Phạm Văn Thiên được tổ chức vào ngày 6 tháng 1 năm 1966 tại Nhà thờ Đức Bà Sài Gòn do Tổng Giám mục Phaolô Nguyễn Văn Bình chủ phong cùng với hai Giám mục phụ phong là Gioan Cassaigne Sanh và Simon Hòa Nguyễn Văn Hiền. Giám mục Tân cử Phạm Văn Thiên chính thức nhận Giáo phận Phú Cường ngày 12 tháng 1 năm 1966, và chọn nhà thờ giáo họ Thủ Dầu Một làm nhà thờ chính tòa Phú Cường. Tân giám mục cũng bổ nhiệm linh mục Antôn Phùng Thành làm chính xứ Nhà thờ chính tòa, kiêm Quản lý Giáo phận. Tòa giám mục trong khuôn viên nhà thờ chính tòa đã được gấp rút xây dựng trong vòng hai tháng để đón tân giám mục.

### Mục vụ trước năm 1975
Giám mục Phạm Văn Thiên là người đã có nhiều công lao trong việc xây dựng cơ sở vật chất ban đầu của Giáo phận Phú Cường. Năm 1967, ông cho xây dựng Tiểu Chủng viện ở Gò Cầy, lập Trung tâm Bác Ái ở Lái Thiêu; năm 1968, xây dựng trường Thánh Giuse. Trước khi kết thúc chiến tranh Việt Nam, ông tiếp nhận dòng Con Đức Mẹ từ Campuchia về định cư tại Phú Cường vào năm 1970, xây dựng Tòa Giám mục Phú Cường vào năm 1970 và xây dựng Tu viện Lời Chúa nhằm mục đích truyền giáo vào năm 1974. Giám mục Thiên cũng là người cho ban hành Quy chế Hội đồng Giáo xứ vào trung tuần tháng 10 năm 1971. Về mặt đời sống tinh thần, Giám mục Thiên cho sinh hoạt giáo phận theo tinh thần Công đồng Vatican II.
Với tư cách Chủ tịch Uỷ ban Phụng Vụ trực thuộc Hội đồng Giám mục, Giám mục Phạm Văn Thiên đã cho tiến hành dịch các sách phụng tự Công giáo sang tiếng Việt và xuất bản các đầu sách, kể từ năm 1969. Ông cũng là tác giả của cuốn sách có tính chất suy niệm "Từ Thánh Thể đến Chúa Ba Ngôi." Đầu năm 1970, linh mục Tổng Đại diện Giacôbê Huỳnh Văn Của thiết lập trung tâm Bác Aí Lái Thiêu, do đó Giám mục Thiên điều chuyển linh mục Trần Minh Khang làm linh mục chính xứ Lái Thiêu, thay linh mục Của. Với sự đồng ý của Giám mục Thiên, linh mục Khang đã mua lại một rạp hát để xây thành nhà nguyện Tân Thới (sau đó là nhà thờ Tân Thới).
Năm 1972, với vai trò giám mục, Giám mục Phạm Văn Thiên bổ nhiệm linh mục Antôn Maria Phan Sĩ Nguyên làm Giám đốc Đệ tử Viện Truyền giáo (Tu viện Lời Chúa) thuộc phường Phú Thọ Hòa (Bình Dương). Ngày 28 tháng 6 năm 1992, ông đã phê chuẩn bản tường trình "Tu hội Tâm hồn Sống Thánh Thể" và cho phép thử nghiệm. Ông đã được bổ nhiệm làm thành viên Thánh bộ Nghi Thức thuộc Giáo triều Rôma ngày 6 tháng 8 năm 1968.
Giám mục Phạm Văn Thiên giữ chức Chủ tịch các Uỷ ban trong cả ba khóa Hội đồng Giám mục Việt Nam, từ năm 1968 đến năm 1977. Ông là Chủ tịch Uỷ ban Phụng vụ và Thánh Nhạc (nhiệm kỳ 1968–1971), Uỷ ban Phụng vụ và Thông tin (nhiệm kỳ 1971–1974) và Uỷ ban Phụng vụ (nhiệm kỳ 1974–1977).
Ngoài một số ít giáo xứ có lịch sử lâu đời, phần lớn giáo xứ thuộc giáo phận Phú Cường được thành lập trong giai đoạn từ năm 1955 đến năm 1975, với thành phần giáo dân là người miền Bắc Việt Nam di cư đến. Bốn Đại hội Truyền giáo đã được Giám mục Thiên cho tổ chức vào bốn năm, từ năm 1971 đến năm 1974, và có 12 giáo điểm mới được hình thành. Giáo phận Phú Cường từ khi chính thức được tách ra khỏi Tổng giáo phận Sài Gòn cho đến năm 1975 đối mặt tình trạng xáo trộn do chiến sự ác liệt, vì nằm trong các vùng chiến khu trọng điểm. Nhiều giáo xứ và giáo họ bị xóa sổ, trong khi số lượng giáo dân giảm dần. Thống kê năm 1974 cho thấy Phú Cường có trên 54.000 giáo dân, sinh hoạt tôn giáo trong 49 giáo xứ giáo họ. Về nhân sự, tu sĩ giáo phận có 35 nam tu và 171 nữ tu; trong khi có 58 linh mục và 30 đại chủng sinh. Giáo phận Phú Cường cũng có 50 trường trung tiểu học và 13 cơ sở từ thiện.

### Mục vụ sau năm 1975
Sau năm 1975, ông yêu cầu các linh mục thu ngắn các giờ sinh hoạt tôn giáo để phù hợp với lịch lao động [của giáo dân]. Năm 1976, Giáo phận Phú Cường có tân giám mục phó Giacôbê Huỳnh Văn Của (bổ nhiệm ngày 22 tháng 2) và ông hồi hưu năm 1979 do tình hình bệnh tật. Tân giám mục phó Louis Hà Kim Danh được tấn phong vào tháng 6 năm 1982. Giám mục Thiên đến thăm Rôma và gặp Giáo tông lần đầu tiên trong khuôn khổ chuyến thăm Ad Limina vào năm 1980. Trong giai đoạn từ năm 1975 đến năm 1990, các sinh hoạt Công giáo tại Phú Cường chủ yếu là duy trì các sinh hoạt tại các giáo điểm và giáo họ đã có sẵn trước đó.
Giám mục Phạm Văn Thiên đã từng gửi thư cho Uỷ ban Đoàn kết Công giáo Việt Nam, trong thư đề nghị ủy ban đổi tên vì các cụm từ "đoàn kết" và "yêu nước" (giai đoạn năm 1983 đến 1990, Uỷ ban có tên gọi Uỷ ban Đoàn kết Công giáo Yêu nước Việt Nam) gây hiểu lầm. Giám mục Thiên cũng cho rằng ủy ban chưa nói lên được nguyện vọng của người Công giáo cho chính quyền cũng như chưa bênh vực được quyền lợi về mặt tinh thần cho tín hữu Công giáo.
Giám mục Thiên được chính thức nghỉ hưu ngày 10 tháng 5 năm 1993. Kế vị ông là Giám mục Hà Kim Danh, sau đó cũng sớm qua đời vào năm 1995. Giám mục Thiên qua đời ngày 15 tháng 2 năm 1997. Giáo phận Phú Cường, sau cái chết của Giám mục Danh, trống tòa cho đến năm 1998. Ông được an táng ngày 19 tháng 2, tại Hang đá Đức Mẹ Lộ Đức.
Giám mục Phạm Văn Thiên được nhớ đến là một người ít nói, nhưng có nếp sống kỷ luật, đúng giờ và biết phòng xa.

## Tông truyền
Giám mục Giuse Phạm Văn Thiên được tấn phong giám mục năm 1966, thời Giáo tông Paulus VI, bởi:
- Chủ phong: Tổng giám mục Phaolô Nguyễn Văn Bình, Tổng giám mục Chính tòa Sài Gòn.
- Hai giám mục phụ phong: Giám mục Jean Cassaigne Sanh, nguyên Đại diện Tông tòa Địa phận Sài Gòn và Giám mục Simon Hòa Nguyễn Văn Hiền, Giám mục Chính tòa Đà Lạt.

Dưới đây là sơ đồ tính Tông truyền từ giám mục Việt Nam đầu tiên được giám mục ngoại quốc chủ phong cho đến đời Giám mục Phạm Văn Thiên.
Giám mục Giuse Phạm Văn Thiên đóng vai trò chủ phong trong nghi thức truyền chức giám mục:
- Năm 1979, giám mục Giacôbê Huỳnh Văn Của, cố giám mục phó Giáo phận Phú Cường.

Giám mục Giuse Phạm Văn Thiên đóng vai trò phụ phong trong nghi thức truyền chức cho giám mục:
- Năm 1975, giám mục Anrê Nguyễn Văn Nam, cố giám mục chính tòa Giáo phận Mỹ Tho.[38]
- Năm 1978, giám mục Louis Phạm Văn Nẫm, cố giám mục phụ tá Tổng giáo phận Thành phố Hồ Chí Minh.
- Năm 1982, giám mục Louis Hà Kim Danh, cố giám mục chính tòa Giáo phận Phú Cường.